# Muddlare

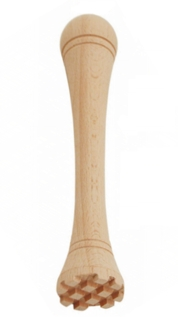
Muddlare av trä.

Muddlare är ett verktyg som används i köket eller baren för att krossa eller mosa ingredienser. Materialet kan variera, men är ofta av metall eller trä även om glasvarianter finns. Oftast är nedre delen av muddlaren tillplattad.